# Ernst Stege

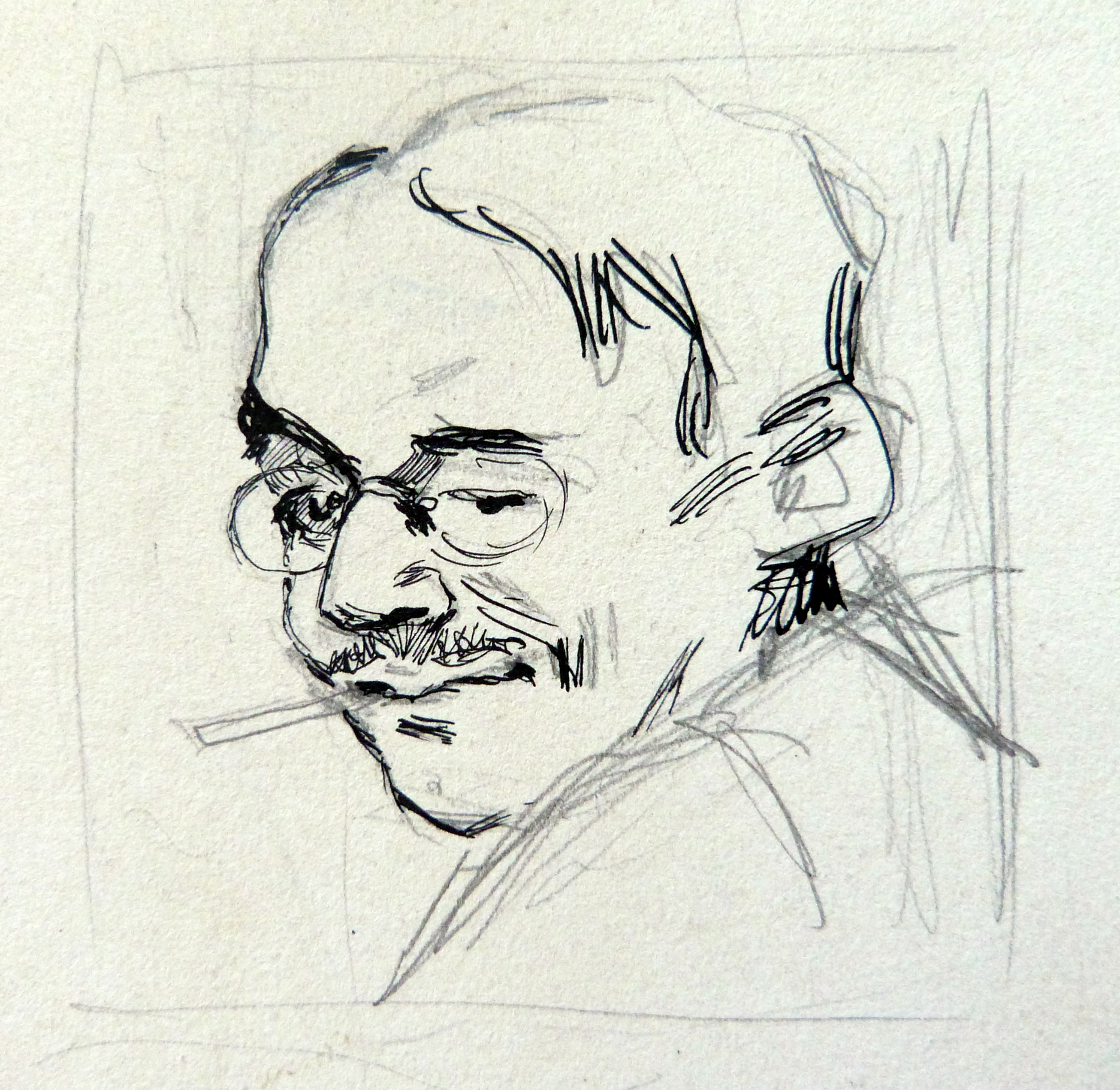
Selbstporträt

Ernst Stege (* 1896 in Aachen, Rheinprovinz; † 20. August 1918 an der Westfront) war ein deutscher Maler und Zeichner.

## Leben
Ernst Stege wuchs in der Bolkerstraße in Düsseldorf auf. Er studierte Malerei bei Willy Spatz an der Kunstakademie Düsseldorf. Sein Lehrer schätzte ihn als „geborenes Illustrationstalent.“ Stege schuf unter anderem Werbegrafiken für das Düsseldorfer Warenhaus Tietz und die Bierstube „Im Goldenen Hahn“ in der Bolkerstraße 37.
Stege starb am 20. August 1918 durch eine Schussverletzung an der Westfront in Frankreich, nachdem er eine Verwundung durch einen feindlichen Schuss im Jahr 1917 noch glücklich überlebt hatte.

## Ausstellungen
- 1922: Düsseldorfer Humor, Sonderausstellung Düsseldorfer Karikaturisten mit 25 Zeichnungen von Stege, Kunsthalle Düsseldorf
- 2018: Werke von Ernst Stege, Fotografien und Archivalien, Einzelausstellung, Stadtmuseum Landeshauptstadt Düsseldorf[3][4][5]